# J・ガイルズ・バンド
J・ガイルズ・バンド（The J. Geils Band）はアメリカ合衆国出身のロックバンド。
ブルース・ロックから台頭し、音楽性が変化した1980年代にはシングル「堕ちた天使」が全米1位を記録。アルバムも1位を獲得し世界的な知名度を得る。一度解散したが1999年以降から活動を再開。象徴であるJ・ガイルズが亡くなるまで存続した。

## 歴史

### 結成から活動停止まで

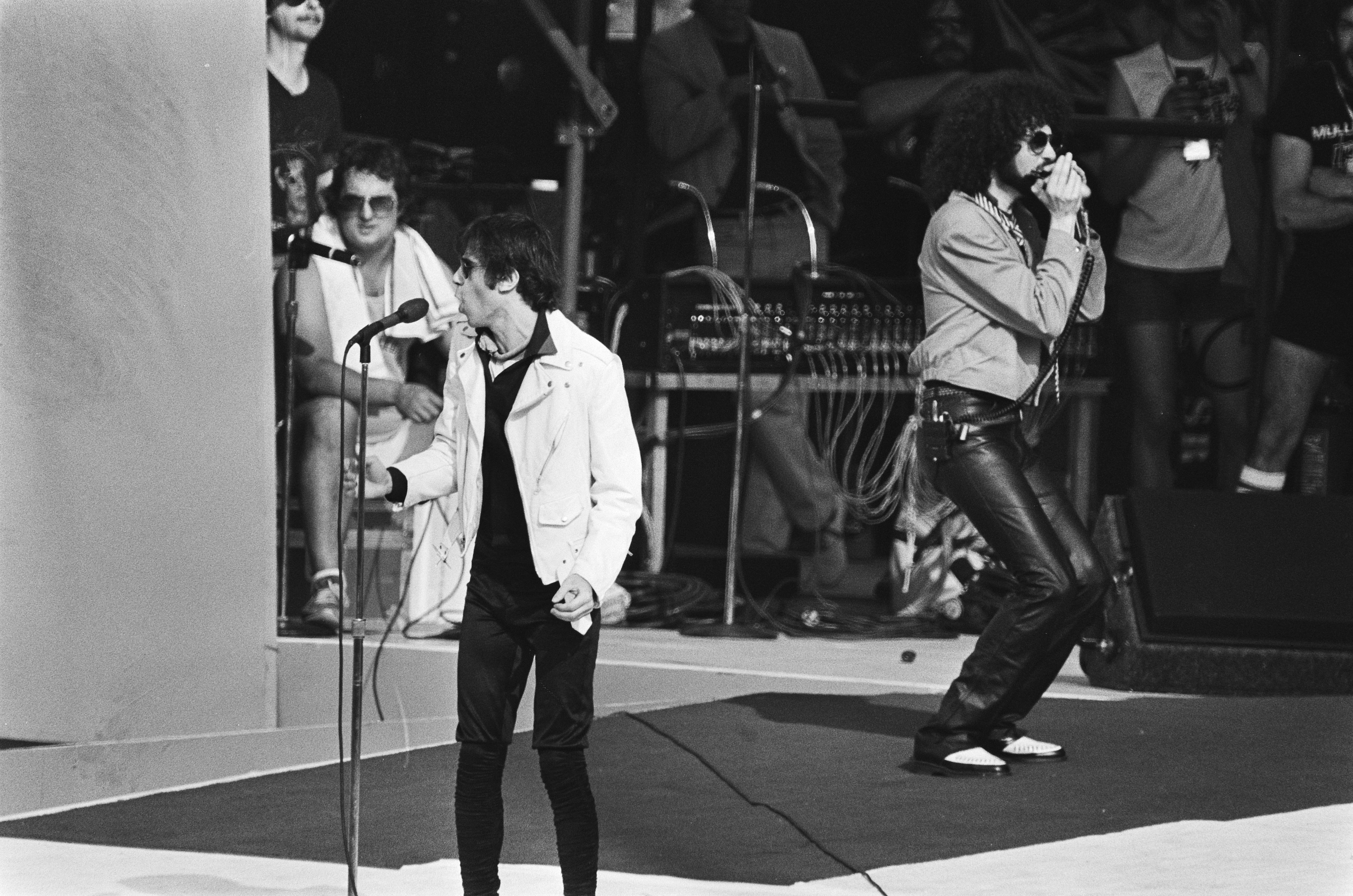
1982年のライブ

1967年、J・ガイルズを中心にボストンで結成。当初はJ・ガイルズ・ブルース・バンドを名乗り、かなり本格的なブルースを演奏していた。1970年にデビュー。ピーター・ウルフの野性的なボーカルとR&B色の濃いロックンロールサウンドは「アメリカのストーンズ」と評された。1975年には「マスタ・ガット・ロスト」が全米ヒットとなり、バンドの知名度が高まった。この時期ピーター・ウルフは女優フェイ・ダナウェイと結婚している。
大手レーベル「EMI」に移籍し、1980年代から音楽性が少しずつ変化し始める。1981年発表のアルバム『フリーズ・フレイム』からシングルカットされた「堕ちた天使」は印象的なイントロのフレーズとセクシーなミュージックビデオが話題となり、翌年2月から6週間に渡って全米1位を記録する大ヒット。同アルバムも全米1位を獲得する。しかし同曲は産業ロックに走ったとの批評もあり、既存の支持者などから賛否両論を招いた。
この成功を機に1983年にピーター・ウルフがソロ活動のため脱退。次作のアルバム『You're Gettin' Even While I'm Gettin' Odd』も不発に終わり、バンドは1985年に活動を停止した。

### 再結成〜J・ガイルズ死去
1999年、ドラムのステファン・ブラッドを除く5人のオリジナルメンバーは久々に結集し、アメリカ東海岸を中心に、13日間のツアーを行った。この時は、ツアー後に活動を停止したが、2005年から2006年にかけて、オリジナルメンバー全員で散発的にライブを開催。さらに2009年からは、ブラッドを除く5人で本格的にバンド活動を再開した。
2012年、バンドはアメリカツアーを実施する計画を発表したが、J・ガイルズはツアーに参加しない事を発表。残る4人は、新たにギタリストを迎えてツアーを実施した。その為ガイルズは、自分の名前が付いたバンド名を使用しない様、裁判所に訴える事態となった。結果的に、ガイルズはそのままバンドを脱退した形となったが、バンド名は『J・ガイルズ・バンド』のまま2015年まで活動。
2017年4月11日、J・ガイルズがマサチューセッツ州の自宅で71歳で死去。これにより、バンドは事実上の幕を閉じた。

## メンバー

### オリジナル・ラインナップ
- J・ガイルズ（ジェローム・ガイルズ) J. Geils - ギター (1968-2012) R.I.P. 2017
- ピーター・ウルフ（本名：ピーター・ブランクフィールド) Peter Wolf - ボーカル (1968-1983, 1999-2015)
- ダニー・クレイン Danny Klein - ベース (1968-2015)
- マジック・ディック Richard "Magic Dick" Salwitz - ハーモニカ/サクソフォーン/トランペット (1968-2015)
- ステファン・ジョー・ブラッド Stephen Jo Bladd - ドラムス (1968-1985, 2006)
- セス・ジャストマン Seth Justman - キーボード (1968-2015)

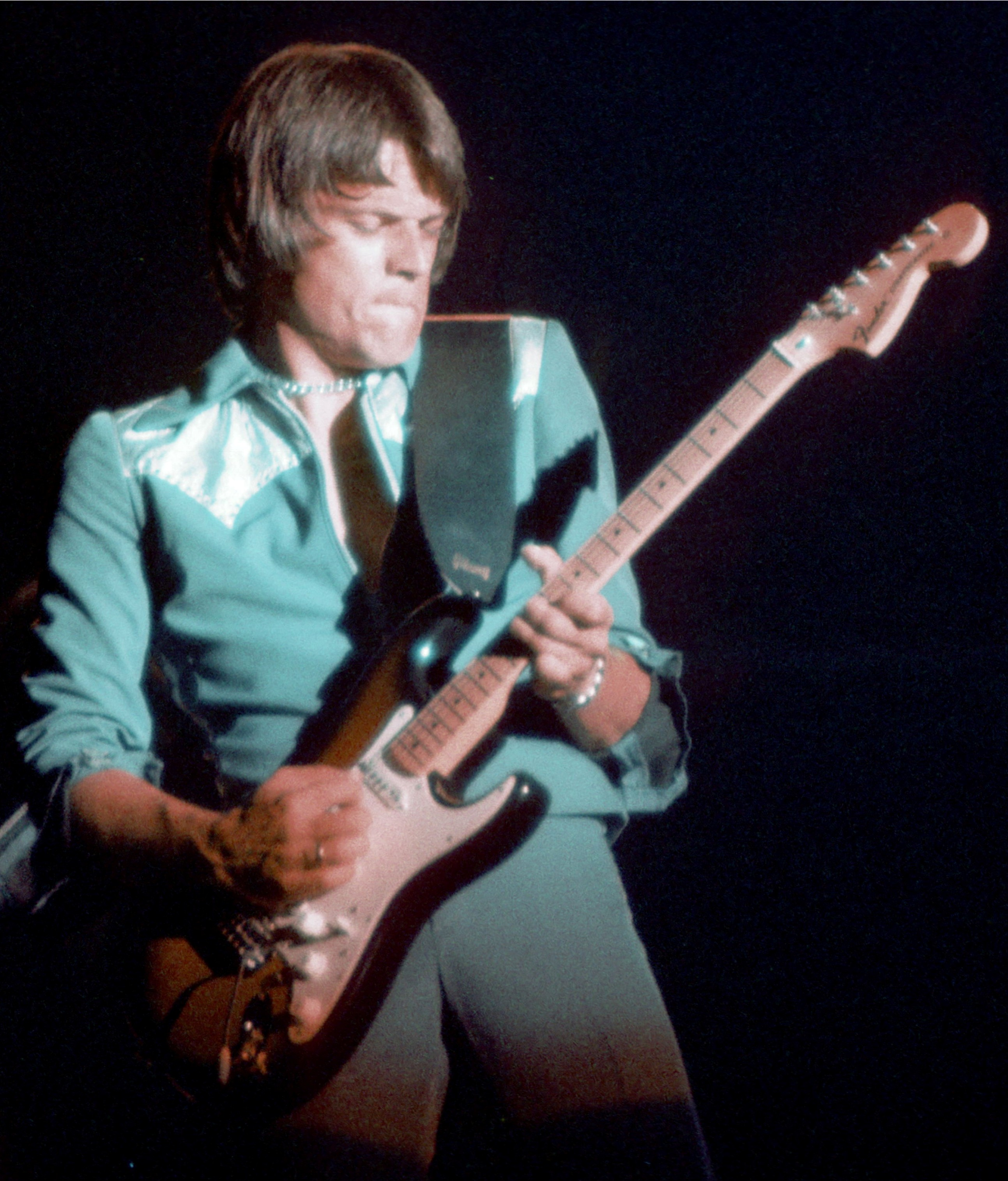
J・ガイルズ(G) 2006年
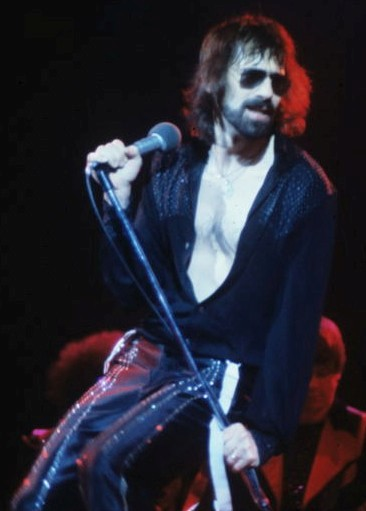
ピーター・ウルフ(Vo) 2006年
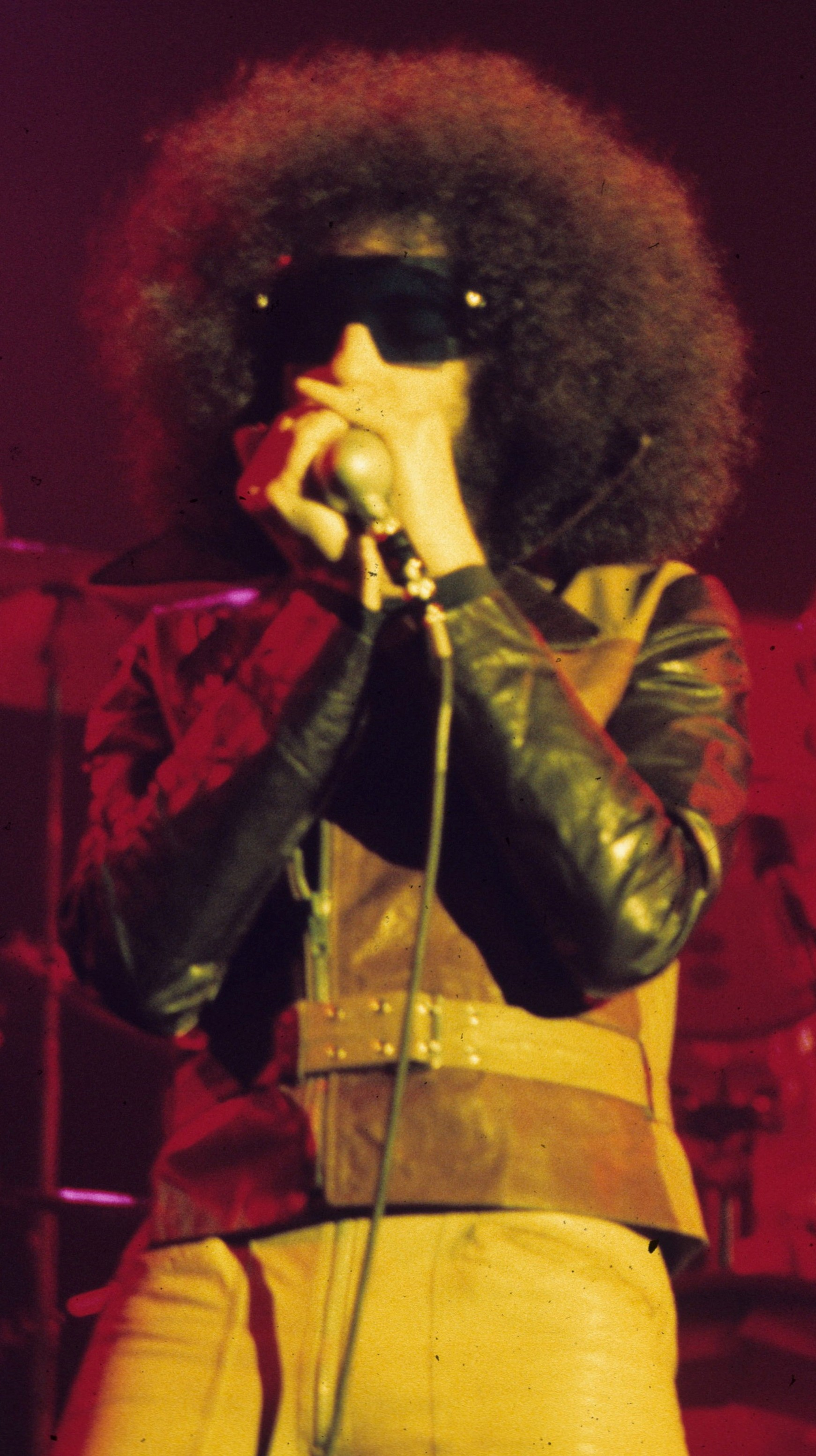
マジック・ディック(Har) 2006年

### 旧メンバー
- シム・ケイン Sim Cain - ドラムス (1999)
- マーティ・リチャーズ Marty Richards - ドラムス (2005, 2009-2011)
- デューク・リーバイン Duke Levine - リードギター (2012-2015)
- ケビン・バリー Kevin Barry - リズムギター (2012-2015)
- トム・アレイ Tom Arey - ドラムス (2012-2015)

## アルバム
スタジオ・アルバム
- デビュー! - The J. Geils Band （1970年）
- モーニング・アフター - The Morning After （1971年）
- ブラッドショット - Bloodshot （1973年）
- 招かれた貴婦人 - Ladies Invited （1973年）
- 悪夢とビニール・ジャングル - Nightmares...and Other Tales From the Vinyl Jungle （1974年）
- ホットライン - Hotline （1975年）
- モンキー・アイランド噴火 - Monkey Island （1977年）
- サンクチュアリ（禁猟区） - Sanctuary （1978年）
- ラヴ・スティンクス - Love Stinks （1980年）
- フリーズ・フレイム - Freeze Frame （1981年）
- ヒップ・アート - You're Gettin' Even While I'm Gettin' Odd （1984年）

ライブ・アルバム
- フル・ハウス - "Live" Full House （1972年）
- 狼から一撃 - Blow Your Face Out （1976年）
- ショータイム - Showtime! （1982年）

コンピレーション
- ベスト・オブ・J・ガイルズ・バンド - Best of the J. Geils Band （1979年）
- フラッシュバック〜ベスト・オブ・J・ガイルズ・バンド - Flashback （1986年）
- Flamethrower （1986年）
- Anthology: Houseparty （1993年）
- Looking for a Love （1997年）